# Vĩnh Phúc, Phú Thọ
Vĩnh Phúc là một phường thuộc tỉnh Phú Thọ, Việt Nam. Đây là một trong 148 đơn vị hành chính cấp xã mới ở tỉnh Phú Thọ sau đợt sắp xếp đơn vị hành chính vào năm 2025.
Ngày 12 tháng 6 năm 2025, Quốc hội ban hành Nghị quyết số 1676/NQ-UBTVQH15 về việc sắp xếp đơn vị hành chính cấp xã của tỉnh Phú Thọ mới (nghị quyết có hiệu lực từ ngày 12 tháng 6 năm 2025). Theo đó, thành phố Vĩnh Yên giải thể và tách thành 2 phường mới, phường Vĩnh Yên và phường Vĩnh Phúc.

## Địa lý
Phường Vĩnh Phúc nằm ở phía đông tỉnh Phú Thọ, cách phường Việt Trì 25 km về phía đông, cách thành phố Hà Nội 55 km về phía tây bắc và cách sân bay Quốc tế Nội Bài 25 km. Phường có vị trí địa lý:
- Phía bắc giáp xã Tam Dương.
- Phía tây giáp xã Hội Thịnh.
- Phía đông giáp xã Bình Xuyên.
- Phía nam giáp phường Vĩnh Yên và xã Bình Nguyên.

Phường Vĩnh Phúc có diện tích 25,30 km² và 78.371 nhân khẩu (năm 2025), mật độ dân số là 3098 người/km². Phường Vĩnh Phúc hiện nằm ở phía đông bắc đầm Vạc. Phường có nhiều hồ, đầm như đầm Chúa, đầm Vạy, hồ Bảo Sơn, v.v.

## Hành chính
Trụ sở Đảng ủy - UBND - HĐND phường Vĩnh Phúc nằm ở trụ sở Thành ủy Vĩnh Yên cũ tại số 9A Lê Lợi, P. Vĩnh Phúc, T. Phú Thọ.
Trụ sở cơ quan UBMTTQ Việt Nam phường Vĩnh Phúc nằm ở trụ sở phường Khai Quang cũ tại số 434 Mê Linh, P. Vĩnh Phúc, T. Phú Thọ.
Trung tâm Phục vụ Hành chính công phường Vĩnh Phúc nằm ở trụ sở phường Liên Bảo cũ tại số 159 Trần Phú, P. Vĩnh Phúc, T. Phú Thọ.
Trụ sở Công an phường Vĩnh Phúc nằm ở trụ sở Công an TP. Vĩnh Yên cũ tại số 1 Lê Xoay, P. Vĩnh Phúc, T. Phú Thọ.
Trụ sở Ban Chỉ huy Quân sự phường Vĩnh Phúc nằm ở trụ sở phường Đống Đa cũ tại số 158 Đầm Vạc, P. Vĩnh Phúc, T. Phú Thọ.
Trụ sở Trung tâm Văn hóa - Thể thao phường Vĩnh Phúc nằm ở trụ sở UBND phường Định Trung cũ tại đường Nguyễn Tất Thành, P. Vĩnh Phúc, T. Phú Thọ.
Trụ sở Ban Quản lý Dự án phường Vĩnh Phúc nằm ở trụ sở phường Ngô Quyền cũ tại số 34 Ngô Quyền, P. Vĩnh Phúc, T. Phú Thọ.

## Lịch sử
Ngày 12 tháng 6 năm 2025, Quốc hội ban hành Nghị quyết số 1676/NQ-UBTVQH15 về việc sắp xếp đơn vị hành chính cấp xã của tỉnh Phú Thọ mới (nghị quyết có hiệu lực từ ngày 12 tháng 6 năm 2025). Theo đó, thành phố Vĩnh Yên giải thể và tách thành 2 phường mới, trong đó có phường Vĩnh Phúc được sáp nhập từ các phường Ngô Quyền, Đống Đa, Liên Bảo, Khai Quang, Định Trung.
Phường Vĩnh Phúc được đặt tên theo tỉnh Vĩnh Phúc cũ. Tên Vĩnh Phúc có nguồn gốc khi tỉnh Vĩnh Phúc được thành lập lần đầu tiên vào năm 1950, là tên ghép của hai tỉnh Vĩnh Yên và Phúc Yên cũ.

## Xã hội

### Giáo dục
Phường Vĩnh Phúc hiện tại có các cơ sở giáo dục sau:
- Học viện Kỹ thuật quân sự
- Trường Quân sự Quân khu 2
- Trường Chính trị Vĩnh Phúc
- Cao đẳng Vĩnh Phúc
- Trường Cao đẳng Kỹ thuật - Công nghệ Vĩnh Phúc ( Khu A)
- Trường Cao đẳng FPT Polytechnic - Vĩnh Phúc
- Trung tâm Giáo dục Thường xuyên Vĩnh Phúc
- THPT chuyên Vĩnh Phúc
- THPT Trần Phú
- THPT Liên Bảo
- THPT Nguyễn Thái Học
- Trường Phổ thông liên cấp Newton Vĩnh Phúc.

### Y tế
Trong những năm qua, hệ thống cơ sở hạ tầng y tế trên địa bàn đô thị luôn nhận được sự quan tâm của các cấp, ngành trong tỉnh để cải tạo, nâng cấp trang thiết bị và đầu tư xây dựng mới. Do vậy, đến nay hầu hết các cơ sở y tế có chất lượng kiên cố và đều trong tình trạng hoạt động tốt, đảm bảo đáp ứng cho nhu cầu khám chữa bệnh của nhân dân. Các cơ sở y tế trên địa bàn phường hiện nay bao gồm:
- Bệnh viện Đa khoa Vĩnh Phúc
- Bệnh viện Y dược cổ truyền Vĩnh Phúc
- Bệnh viện Tâm thần Vĩnh Phúc
- Bệnh viện Hữu nghị Lạc Việt
- Công ty Bệnh viện Quốc tế Vĩnh Phúc
- Bệnh viện Mắt Hà Nội - Vĩnh Phúc

### Kinh tế
Phường Vĩnh Phúc bao gồm Khu Công nghiệp Khai Quang, là một trong những khu công nghiệp (KCN) đầu tiên và chính của vùng. Được thành lập năm 2003, KCN Khai Quang đã thu hút được 80 dự án, trong đó 77 dự án đang hoạt động với tổng vốn đăng ký 757,26 triệu USD và 362,53 tỷ đồng, tỷ lệ lấp đầy 96,4% vào năm 2022. Khai Quang định hướng phát triển trở thành KCN đa ngành, thu hút các lĩnh vực sản xuất, chế tạo thiết bị cơ khí chính xác; điện tử, điện lạnh, thiết bị, phụ tùng ô tô, xe máy; sản xuất khuôn mẫu cho các sản phẩm kim loại và phi kim loại … trên diện tích khoảng hơn 220ha. Một số thương hiệu doanh nghiệp tiêu biểu đang hoạt động tại đây như: Sun Hua, Haohsing Việt Nam, TOYO TAKI Việt Nam, Diamond, v.v.

## Văn hóa

### Đặc sản
Tép dầu đầm Vạc là nơi sản sinh ra loại tép được tán tụng "Cỗ chín lợn, mười trâu/ Cũng không bằng tép dầu Đầm Vạc".

### Thể thao
Phường Vĩnh Phúc có Nhà thi đấu Thể dục Thể thao Vĩnh Phúc, là nơi đã tổ chức nhiều sự kiện thể thao trong nước và quốc tế, gần đây nhất là Giải Bóng chuyền nữ quốc tế VTV Cup năm 2025. Hiện nay cũng có Khu văn hóa thể thao Vĩnh Yên đang được xây đựng, bao gồm một sân vận động có sức chứa 7.000 người, nhà thể thao đa năng và bể bơi.

### Di tích - Du lịch
Một số danh thắng, di tích và khu du lịch nổi tiếng bao gồm: 
- Chùa Hà Tiên: là một trong những trung tâm Phật giáo lớn thời Lý, Trần. Đây cũng là di tích lưu niệm Chủ tịch Hồ Chí Minh khi người về thăm tỉnh Vĩnh Phúc, đến thưởng ngoạn thắng cảnh chùa Hà Tiên ngày 25/1/1963.
- Chùa Láp (An Trấn Tự), Chùa Bầu (Phật Quang Tự).
- Đền Đậu, Đền Đức Thánh Trần, Đền Triền, Đình Sậu, Đình Sơn Bao.
- Di tích lưu niệm Chủ tịch Hồ Chí Minh về thăm tỉnh Vĩnh Phúc (2/3/1963), Văn miếu Vĩnh Phúc, Nhà thờ Giáo xứ Vĩnh Yên.
- Phía Bắc phường gần Nút giao IC4 Tam Đảo Xanh của Cao tốc Nội Bài - Lào Cai là núi Đinh, nơi đây có đình thờ Lỗ Đinh Sơn Thất vị đại vương, bảy anh em họ Lỗ thời Trần chống giặc Nguyên Mông lần thứ nhất (1258).[10]